# Angelets del Vallespir
Cet article concerne une association sportive. Pour la révolte paysanne, voir Angelets.
Les Angelets del Vallespir sont une colla (équipe) castellera de Saint-Jean-Pla-de-Corts, dans le Vallespir (Pyrénées-Orientales) fondée en 2001.

## Présentation
Une colla castellera est une équipe ou groupe qui fait des castells en actuations et concours pour animer les fêtes populaires. Les castells sont des tours humaines à laquelle les spectateurs participent en poussant la base vers le centre, pour qu'elle soit stable. Les castellers (membres d'une colla) portent tous des pantalons blancs et une chemise de la couleur de la colla (comme les équipes de football ou de rugby). En beaucoup de fêtes un petit enfant, dit anxaneta, monte sur tous les hommes et parfois il arrive au balcon du Maire, qui le prend dans ses bras.
La tradition de faire des figures et des tours humaines a son origine à Valence, en Espagne, vers le XVe siècle. Le but en était, pour des paysans venus dans les grandes villes pour travailler, de se faire remarquer, pour leur courage, leur solidarité et leur audace, en période de chômage. Ils se retrouvant en effet sans emploi et avec peu de moyens de valoriser leurs potentiels. Vers le XVIIIe siècle on les connaît déjà comme "castells" (des châteaux, en catalan), qui deviennent très populaires au sud de la Catalogne, et au début du XIXe siècle on a formellement les premières colles de castelles telles qu'on les connaît aujourd'hui. Les castells se sont ensuite répandus vers le nord, dans le reste de la Catalogne, et aux Baléares. Depuis les années 1980, le numero de colles est beaucoup augmenté aux pays catalans, sachant qu'une colla est une structure complexe de plus d'une centaine de membres qui font des repetitions hebdomadairement pendant la plupart de l'an. En plus, elles commencent même à se produire dans d'autres pays (Chine et des pays d'Amérique, principalement). En 1992 plusieurs colles castelleres ont fait des castells simultanés lors de la cérémonie d'ouverture des Jeux Olympiques de Barcelone, elles sont vues par des millions de personnes à l'étranger et se sont attirées par les castells. À la fin des années 1990 on commence à s'intéresser aux castells au Roussillon. Il y a actuellement deux colles castelleras en Languedoc-Roussillon : les Castellers del Riberal, les Angelets del Vallespir et les Pallagos del Conflent.
La couleur de la chemise des Angelets del Vallespir est bleue. Ils ont été parrainés par les Castellers del Riberal et les Nens del Vendrell. 
Le mot angelets fait référence aux angelets de la terra (en français, « les petits anges de la terre »), nom donné aux paysans du Roussillon soulevés contre Louis XIV pour protester contre l'établissement de l'impôt sur le sel.